# AirAsia
AirAsia (Bursa Malaysia: 5009) è una compagnia aerea a basso costo con base a Kuala Lumpur, in Malaysia. AirAsia opera voli di linea nazionali e internazionali su oltre 100 destinazioni in 22 paesi. Il suo hub principale è l'Aeroporto Internazionale di Kuala Lumpur, dove opera presso il "klia2", ovvero il Terminal 2 dell'aeroporto. AirAsia ha numerose compagnie aeree affiliate quali AirAsia India, AirAsia Japan, AirAsia Philippines (con la controllata AirAsia Zest), Air Asia X (con Indonesia AirAsia X e Thai AirAsia X), Indonesia AirAsia e Thai AirAsia che sono basate nei loro paesi di appartenenza.
AirAsia opera con costo unitario più basso del mondo, pari 0,023 dollari per posti disponibili al chilometro (ASK) e un riempimento medio del 52%. La compagnia ha coperto il 100% del suo fabbisogno di carburante per il periodo 2014 - 2017; un aereo riesce ad avere un tempo di sosta negli aeroporti di soli 25 minuti, il livello di produttività dell'equipaggio è il triplo di quello di Malaysia Airlines e raggiunge un tasso medio di utilizzo degli aeromobili di 13 ore al giorno.
AirAsia è sponsor della nazionale di calcio della Malaysia, della nazionale di calcio di Singapore e del Queens Park Rangers Football Club.

## Storia
La compagnia è stata fondata nel 1993 dall'azienda governativa malese DRB-HICOM e ha cominciato ad operare il 18 novembre 1996. Pesantemente gravata da debiti, AirAsia viene venduta nel 2001 per la cifra simbolica di 1 ringgit alla Tune Air Sdn Bhd di un ex manager della Time Warner, l'imprenditore malese Tony Fernandes, che si accolla i debiti della Società. Con la politica di abbattimento dei prezzi, Fernandes riesce a raggiungere un attivo di bilancio già nel 2002.
Nel 2003, AirAsia apre in Malesia il suo secondo hub all'Aeroporto di Senai presso Johor Bahru vicino a Singapore e inaugura il suo primo volo internazionale verso Bangkok. Nello stesso periodo viene fondata la Thai AirAsia e sono inaugurate nuove rotte verso Singapore e l'Indonesia. Il primo volo per Macao è del giugno del 2004 e nell'aprile del 2005 vengono inaugurate le rotte verso la Cina continentale, a Xiamen, e nelle Filippine ad Angeles, presso Manila. Nello stesso anno cominciano i voli verso il Vietnam e la Cambogia e nel 2006 quelli per il Brunei e Myanmar, i voli per quest'ultima destinazione operati da Thai AirAsia.
Nel 2007 Joshua Kurlantzick del The New York Times ha descritto la compagnia come "pioniera" dei viaggio a basso costo in Asia.
Negli anni successivi continua l'espansione del vettore, che copre nuove destinazioni in Vietnam, Indonesia e Cina meridionale (Kunming, Xiamen, Shenzhen ecc.) ed inaugura nuove rotte in molti altri Paesi, tra cui l'India, l'Australia e il Giappone. AirAsia è attualmente il principale cliente dell'Airbus A320: la compagnia ha infatti ordinativi per 175 aerei di questo tipo per servire le sue rotte e almeno 50 di essi saranno operativi nel 2013.
Nel marzo del 2013 l'amministratore delegato di AirAsia, Marianne Hontiveros, comunica ulteriori sviluppi dell'attività nelle Filippine con l'acquisto del 49% delle azioni della Zest Airways.
Nel 2014 AirAsia collabora con Taylor Swift per sponsorizzare il suo Red Tour nel continente.

## Destinazioni
AirAsia opera oltre 200 voli al giorno che, a tutto il 12 agosto del 2012, collegavano 83 scali domestici ed internazionali nei seguenti paesi: Malaysia, Thailandia, Indonesia, Singapore, Brunei, Myanmar, Cina, Vietnam, Laos, Cambogia, Australia, Corea del Sud, India, Iran, Giappone, Nepal, Sri Lanka, Taiwan e Filippine.
Per un periodo relativamente breve, Airasia ha offerto anche voli che collegavano Kuala Lumpur a Londra e Parigi. Tali destinazioni sono state sospese nel 2012 a causa delle alte tasse governative europee, che rendevano i prezzi dei voli non più competitivi.

## Flotta

### Flotta attuale

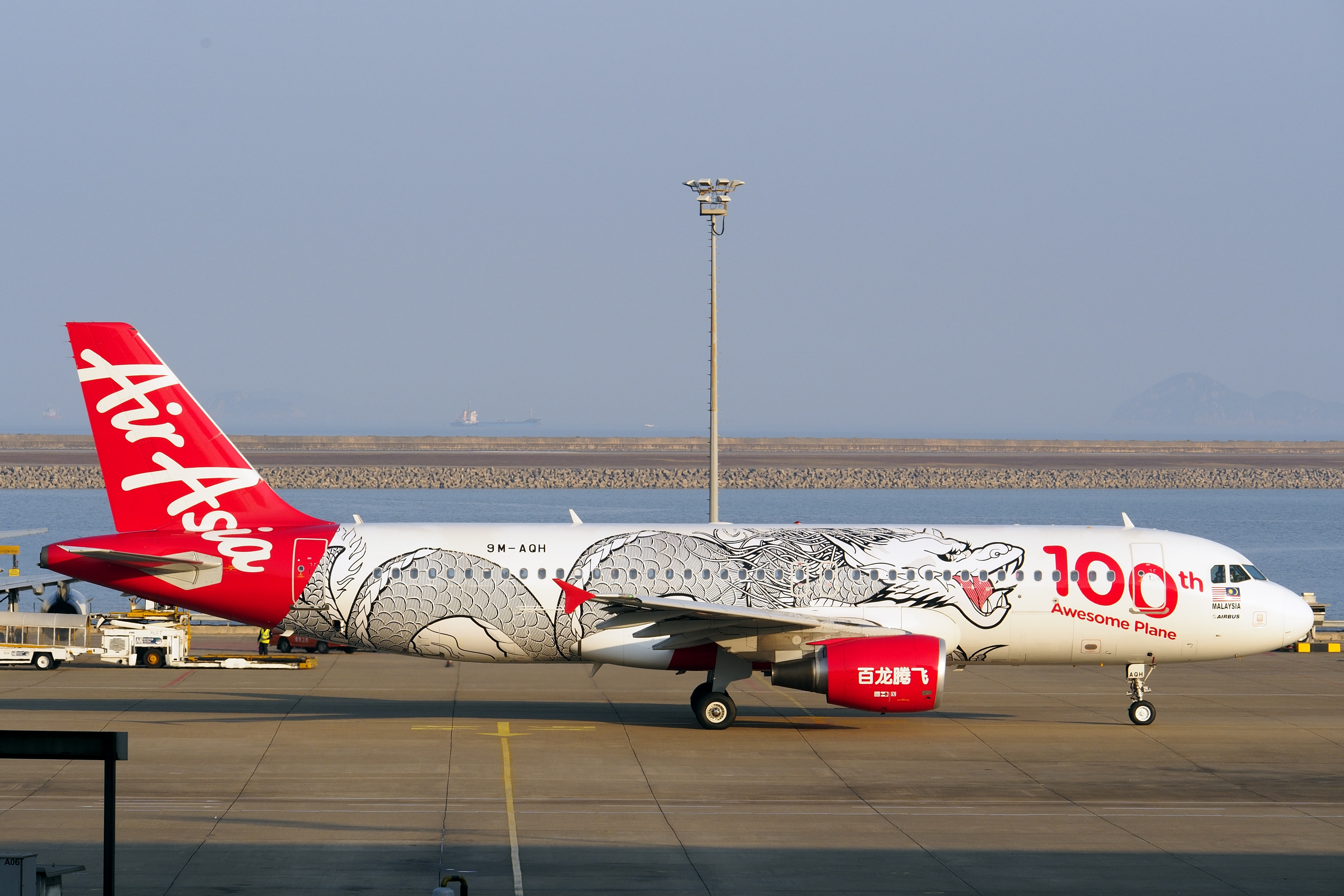
Un Airbus A320-200 di AirAsia in livrea celebrativa per il 100° aereo.

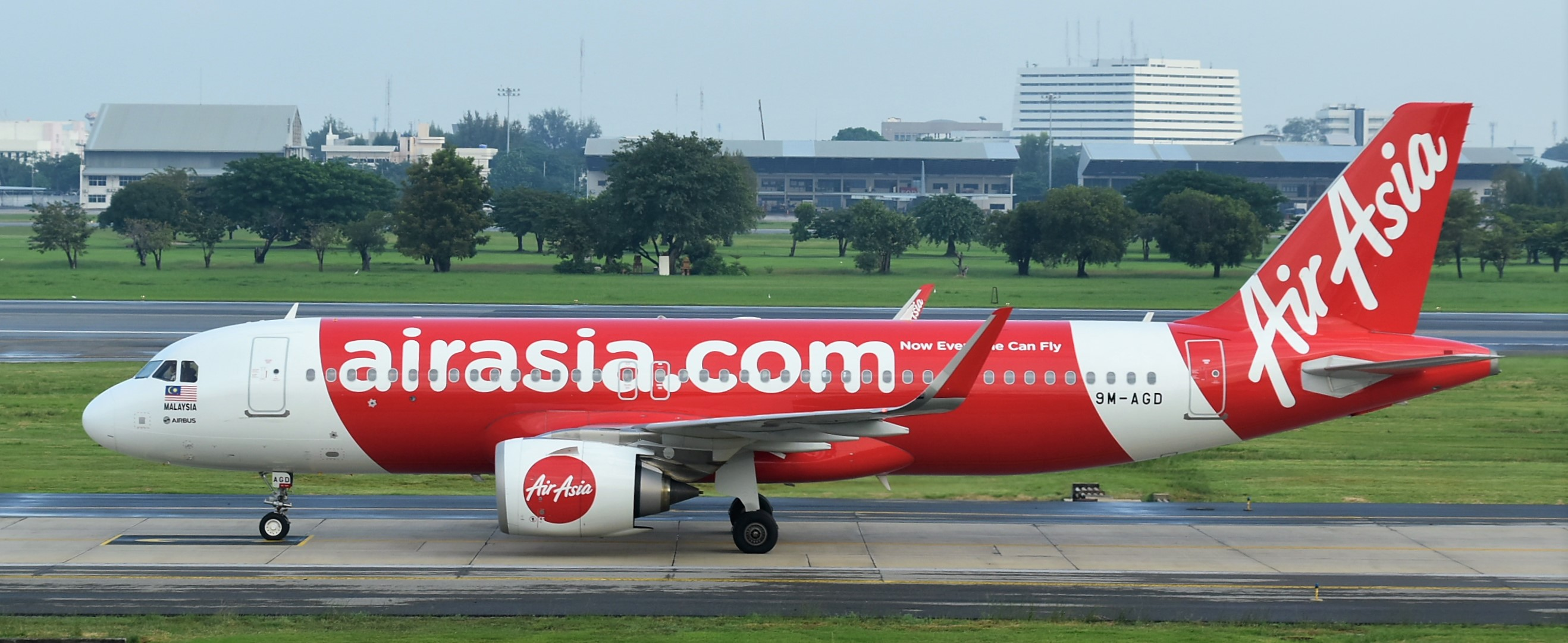
Un Airbus A320neo di AirAsia.

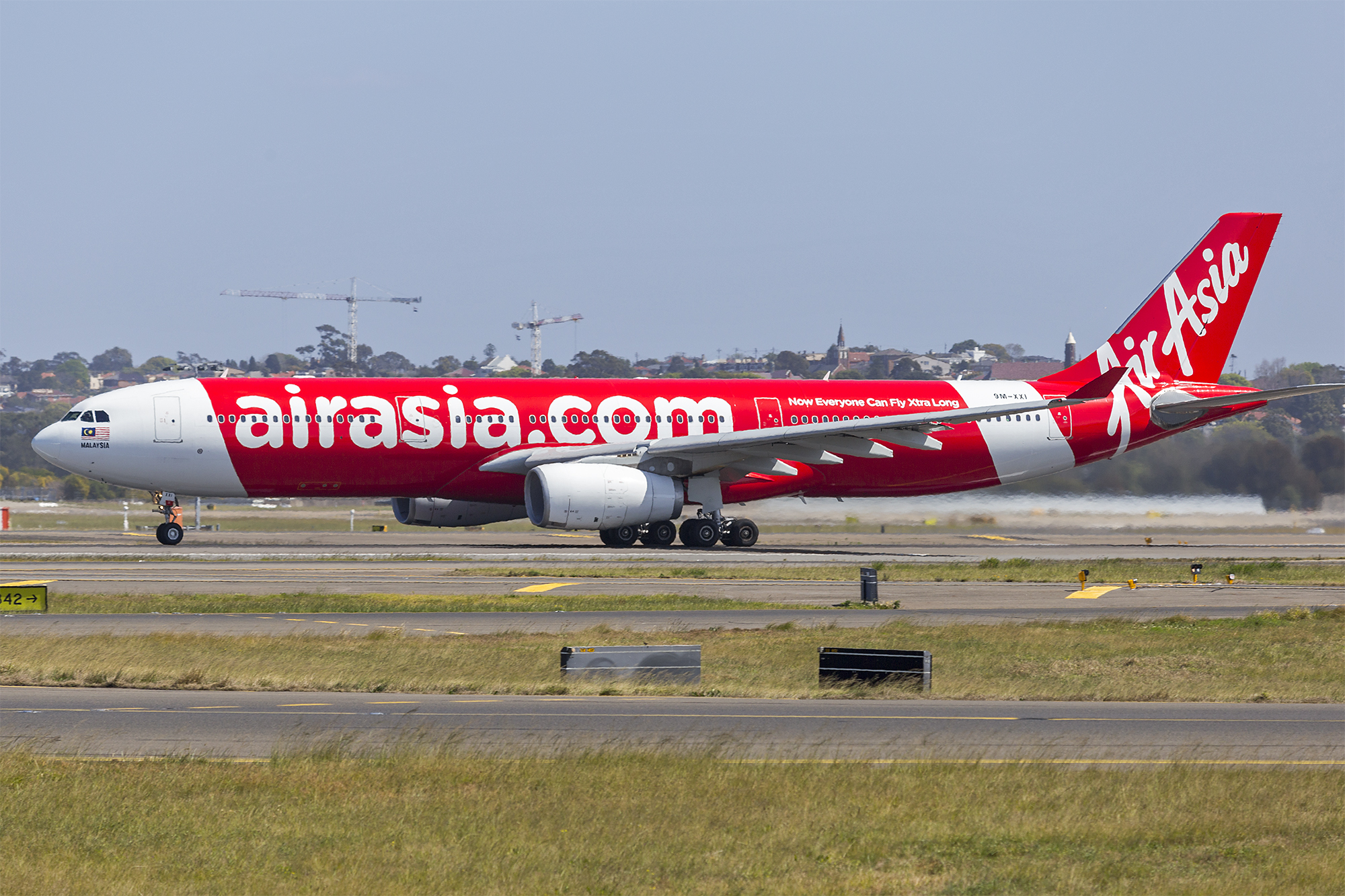
Un Airbus A330-300 di AirAsia X.

La flotta del gruppo AirAsia comprende, a giugno 2023, i seguenti aeromobili:

### Flotta storica

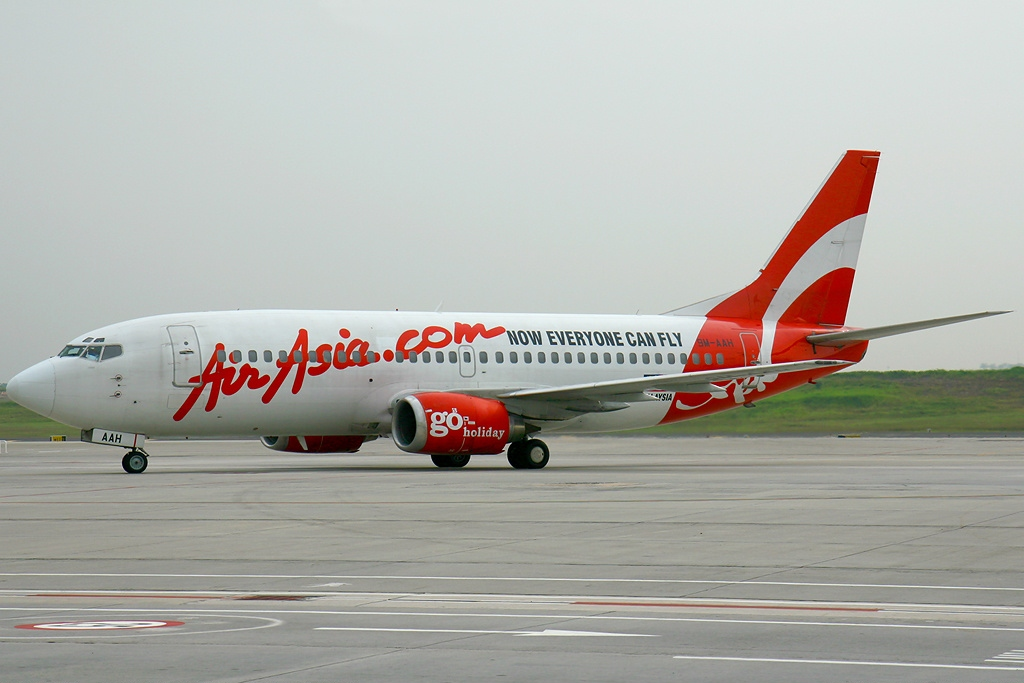
Un Boeing 737-300 di AirAsia nel 2007.

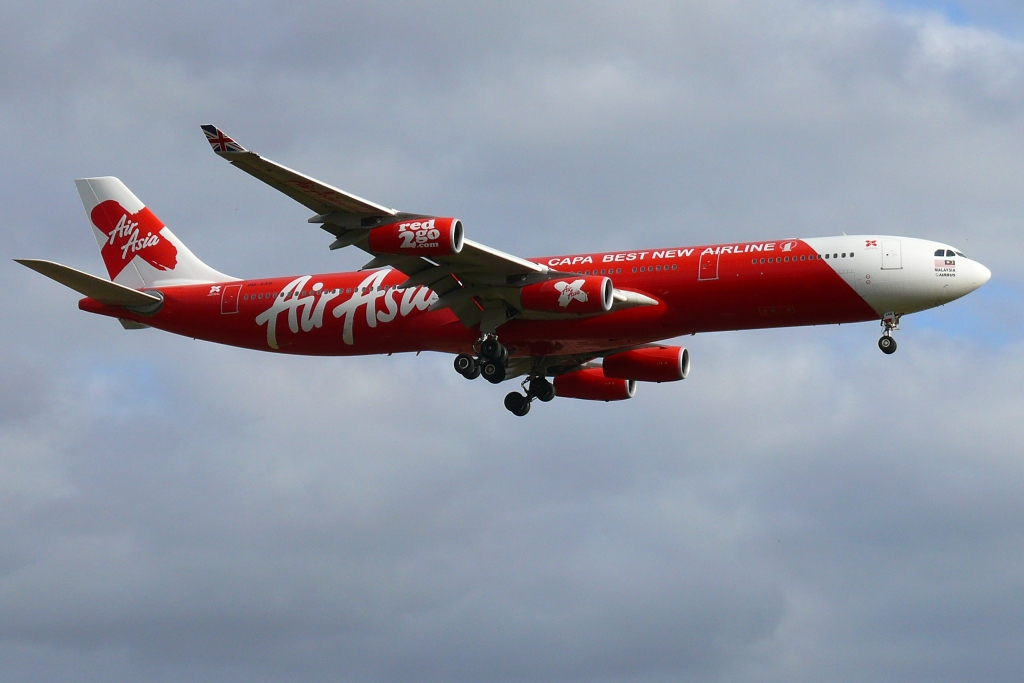
Un Airbus A340-300 di AirAsia X nel 2009.

Il gruppo AirAsia ha operato in precedenza i seguenti aeromobili: